# Giria bubastis
Giria bubastis là một loài bướm đêm trong họ Noctuidae.